# On the Prowl (Steel Panther)
On the Prowl è il sesto album in studio del gruppo musicale statunitense Steel Panther, pubblicato nel 2023. È il primo lavoro con il bassista Spyder, in seguito all'abbandono di Lexxi Foxx avvenuto nel 2021.

## Descrizione
L'uscita dell'album è stata preceduta dalla pubblicazione sul loro canale YouTube dei video musicali dei singoli Never Too Late (To Get Some Pussy Tonight), 1987 e Friends With Benefits.
Questo è il primo album degli Steel Panther prodotto dai componenti del gruppo e registrato in gran parte nel loro studio di registrazione.
L'album inizia con suoni di sintetizzatore nella prima traccia, in On the Prowl sono presenti tre ballate: 1987, Pornstar e On Your Instagram. Ain’t Dead Yet è una canzone acustica con ritmi più lenti rispetto al resto dell'album.

## Accoglienza
L'album è stato recensito positivamente e apprezzato per le sonorità hair metal degli anni '80.

## Tracce
1. Never Too Late (To Get Some Pussy Tonight)
2. Friends With Benefits
3. On Your Instagram
4. Put My Money Where Your Mouth Is
5. 1987
6. Teleporter
7. Is My Dick Enough (feat. Dweezil Zappa)
8. Magical Vagina
9. All That And More
10. One Pump Chump
11. Pornstar
12. Ain’t Dead Yet
13. Sleeping On The Rollaway

## Formazione
- Michael Starr – voce
- Satchel – chitarra
- Spyder – basso
- Stix Zadinia – batteria